# Działoszyn (stad)
Działoszyn is een stad in het Poolse woiwodschap Łódź, gelegen in de powiat Pajęczański. De oppervlakte bedraagt 4,94 km², het inwonertal 6357 (2005).

## Verkeer en vervoer
- Station Działoszyn